# Thafnezi
Thafnezi - plemię wymienione przez Geografa Bawarskiego. Miało posiadać 257 grodów (Thafnezi habent civitates CCLVII). Lokalizacja tego plemienia pozostaje nieznana. 
Jerzy Nalepa zaproponował hipotetyczny odczyt Dobnicy i lokalizację na obszarze zajmowanych przez plemiona serbołużyckie (w górnym dorzeczu rzeki Soławy nad będącą jednym z jej dopływów rzeką Dobną). Badacz przypisuje temu plemieniu niewielki obszar osadniczy, odpowiedni dla małego szczepu (a nie do znaczego plemienia posiadającego 257 grodów). Liczba okręgów grodowych, podana przez Geografa Bawarskiego, byłaby kompletnie przesadzona i nieproporcjonalna do rzeczywistej roli wydzielonego przezeń szczepu.      
Hipoteza, że pod nazwą Thafnezi kryją się domniemani Rawczanie - Rawianie, plemię mazowieckie skupione na żyznych ziemiach nad rzeką Rawką, wydaje się nieprawdopodobne z filologicznego punktu widzenia.

## Literatura
- Jerzy Nalepa, Z badań nad nazwami plemiennymi u Słowian zachodnich: Thafnezi Geografa Bawarskiego - Dobnicy, "Årsbok" 6, 1957-1958 (wyd. Lund 1961), s. 65-85 (tu krytyczny przegląd poprzednich interpretacji).